# Iwan Puzanow
Iwan Tierientjewicz Puzanow (ros. Иван Терентьевич Пузанов, ur. 10 czerwca 1923 w Szczerbyniwce (obecnie Torećk w obwodzie donieckim), zm. 28 lutego 2007 w Petersburgu) – radziecki wojskowy, podpułkownik, Bohater Związku Radzieckiego (1945).

## Życiorys
Urodził się w wielodzietnej ukraińskiej rodzinie chłopskiej. Uczył się w technikum leśniczym w Kungurze, od marca 1942 służył w Armii Czerwonej, ukończył smoleńską szkołę artylerii ewakuowaną do Irbitu i w październiku 1942 został skierowany na front wojny z Niemcami, dowodził plutonem w 160 Dywizji/89 Gwardyjskiej Dywizji Piechoty. Uczestniczył w bitwie pod Stalingradem, operacji ostrorożsko-rossoszańskiej, operacji charkowskiej, bitwie pod Kurskiem, bitwie o Dniepr, operacji korsuń-szewczenkowskiej, humańsko-botoszańskiej, jasko-kiszyniowskiej, wiślańsko-odrzańskiej i berlińskiej. Od 1943 należał do WKP(b). 14 stycznia 1945 jako dowódca baterii 196 gwardyjskiego pułku artylerii 89 Gwardyjskiej Dywizji Piechoty 5 Armii Uderzeniowej 1 Frontu Białoruskiego w stopniu starszego porucznika wyróżnił się w walkach o przyczółek magnuszewski na Wiśle przy przełamywaniu obrony przeciwnika. 17 stycznia dowodzona przez niego bateria jako jedna z pierwszych sforsowała Pilicę na południowy zachód od Warki. Po wojnie nadal służył w armii, dosłużył się stopnia podpułkownika i stanowiska dowódcy dywizjonu, w 1970 zakończył służbę.

## Odznaczenia
- Złota Gwiazda Bohatera Związku Radzieckiego (27 lutego 1945)
- Order Lenina (27 lutego 1945)
- Order Aleksandra Newskiego (23 maja 1945)
- Order Wojny Ojczyźnianej I klasy (11 marca 1985)
- Order Czerwonej Gwiazdy (22 października 1943)
- Medal „Za odwagę” (21 sierpnia 1943)
- Medal „Za zasługi bojowe”
- Medal „Za zdobycie Berlina”
- Medal za Warszawę 1939–1945 (Polska Ludowa)

I inne.